# 旧诺夫勒
旧诺夫勒（法語：Neauphle-le-Vieux，法語發音：[nofl lə vjø] ⓘ）是法国中北部法兰西岛大区伊夫林省的一个市镇，属于朗布依埃区。 

## 地理
旧诺夫勒（48°48'57"N, 1°51'47"E）面积7.52 平方千米，位于法国法蘭西島大區伊夫林省，该省份为法国北部内陆省份，北起瓦兹河谷省，西接厄尔省，西南接厄尔-卢瓦省，东南接埃松省，东临上塞纳省。
与旧诺夫勒接壤的市镇（或旧市镇、城区）包括：吉约讷河畔巴佐什、贝讷、茹阿尔蓬沙尔特兰、马雷伊勒吉永、梅雷、莫德尔河畔勒特朗布莱、维克、维利耶-圣弗雷德里克。

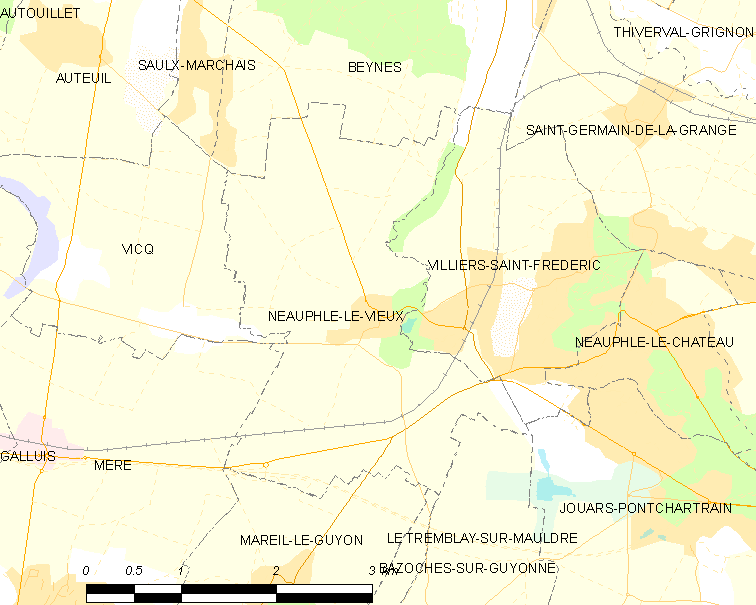
旧诺夫勒的OSM定位图

旧诺夫勒的时区为UTC+01:00、UTC+02:00（夏令时）。

## 行政
旧诺夫勒的邮政编码为78640，INSEE市镇编码为78443。

## 政治
旧诺夫勒所属的省级选区为欧贝让维尔县。

## 人口

1962-2008年间旧诺夫勒人口变化图示

旧诺夫勒于2022年1月1日时的人口数量为924人。